# Samatzai
Samatzai är en ort och kommun i provinsen Sydsardinien i regionen Sardinien i sydvästra Italien. Kommunen hade 1 665 invånare (2017).